# Crisòtemis (filla de Carmànor)
Segons la mitologia grega, Crisòtemis (en grec antic Χρυσόθεμις) va ser una filla de Carmànor, sacerdot cretenc.
Se li atribueix la fundació de les competicions musicals en les que, segons la tradició, es va emportar el premi per primera vegada. Casada amb Estàfil, va tenir tres filles, Molpàdia, Reo i Pàrtenos.
Algunes tradicions la consideraven mare del músic Filammó.